# Galinheiro
Galinheiro (crioll capverdià Galinhéru) és una vila al nord-oest de l'illa de Fogo a l'arxipèlag de Cap Verd. Està situada 13 kilòmetres al nord-est de São Filipe.